# С течением времени
С течением времени (нем. Im Lauf der Zeit) — немецкий дорожный фильм 1976 года режиссёра Вима Вендерса. Это третья часть «трилогии дорожного кино» Вендерса, в которую входят фильмы «Алиса в городах» (1974) и «Ложное движение» (1975). Фильм был единогласно удостоен приза ФИПРЕССИ на Каннском кинофестивале 1976 года.

## Сюжет
Фильм рассказывает о механике по ремонту проекционной аппаратуры Бруно Винтере (Рюдигер Фоглер), который встречает депрессивного Роберта Ландера (Ханнс Цишлер), только что пережившего разрыв с женой, после того, как он сбрасывает свою машину в реку в полусерьезной попытке самоубийства. Бруно разрешает Роберту поехать с ним, пока сохнет его одежда, они редко разговаривают, пока Бруно едет по западной стороне восточногерманской границы на ремонтном грузовике, посещая изношенные кинотеатры.
В дороге Бруно и Роберт встречают несколько людей в различных состояниях отчаяния, включая мужчину (Марквард Бом), чья жена покончила с собой, врезавшись на машине в дерево. Роберт также заходит к своему пожилому отцу (Рудольф Шюндлер), чтобы отругать его за неуважение к матери Роберта. После того как Бруно и Роберт немного повздорили после разговора о Роберте и его жене, Роберт окончательно покидает Бруно, хотя позже Бруно видит его едущим в поезде. Бруно продолжает посещать кинотеатры, в том числе один, в котором больше не показывают фильмы, потому что владелец считает современные фильмы эксплуататорскими.

## В ролях
- Рюдигер Фоглер — Бруно Винтер
- Ганнс Цишлер — Роберт Ландер
- Лиза Крейцер — Полина, кассир
- Рудольф Шюндлер — Отец Роберта Ландера

## Производство
В фильме много длинных кадров без диалога, в том числе сцена дефекации на открытом воздухе, и он снят в черно-белом цвете давним соавтором Вендерса Робби Мюллером.
«С течением времени» был снят в черно-белом, широкоэкранном (5:3) формате, что прямо указано в титрах. Только первая сцена фильма, где встречаются Винтер и Ландер, была написана по сценарию; все остальное было сымпровизировано актёрами.
Вим Вендерс отснял 49 000 м (161 000 футов) пленки, а окончательный вариант составил 4 760 м (15 620 футов). Использовалась камера ARRI 35 BL. Негативный материал от Kodak (Plus-X и Four-X) был скопирован на позитив ORWO.
Песни, которые звучат в портативном однодисковом проигрывателе Бруно, это: «The More I See You» Криса Монтеса, «Just Like Eddie» Хайнца Барта и «King of the Road» Роджера Миллера.
Стоимость производства составила DM 730,800 (в то время эквивалент US$315,000). Фильм финансировался за счет премии Федерального министерства внутренних дел за сценарий в размере 250 000 немецких марок.
В своем документальном фильме «White Walls» режиссёр Майк Шлемер снимал кадры вдоль внутри германской границы между Люнебургом и Хофом, где снимал Вим Вендерс.
Это был первый фильм, снятый Вендерсом через его новую продюсерскую компанию Road Movies Produktion. Он снял его в черно-белом цвете, потому что считал, что это «гораздо реалистичнее и естественнее, чем в цвете»

## Реакция
В Германии Lexicon of International Film написал, что «фильм Вима Вендерса сочетает в себе пленительную ясность и эпическое спокойствие классического билдунгсромана с мифическими качествами американского жанрового кино… Режиссура выполнена в ремесленном, безупречном стиле, само пространство позволяет развернуться характерам, мыслям и пейзажам.»
Вольф Доннер из «Die Zeit» сказал, что «Движения, последовательности запутанных красивых и наводящих на размышления кадров, высоко поэтические композиции и техническое совершенство составляют особое очарование этого трехчасового черно-белого фильма. Сцены, снятые в ночной мгле, в полусвете вечера и утра, большая глубина резкости, разнообразие объективов, радужные эффекты при взаимодействии фильтров, естественный и искусственный свет, длинные кадры, где целые пейзажи кажутся освещенными: эти формальные качества всегда одновременно высвечивают двойной смысл этого странствия, неизвестность этого путешествия, промежуточное пространство вне обычной привязки к реальности. Кустарная виртуозность „С течением времени“ зацепит синефилов».
Кинокритик Дерек Малкольм поставил «С течением времени» на 89 место в списке 100 своих любимых фильмов. Малкольм сказал, что Вендерс «добился ощутимого чувства времени, места и атмосферы, а также того, как на каждого человека влияет его крошечное место в истории» Фильм сравнивали с «Беспечным ездоком» и «Двухполосным шоссе» и называли его самым лучшим дорожным фильмом.
Ричард Комбс написал, что «отчуждение — это не совсем тема Вендерса, хотя его одинокие, одержимые собой герои могут на это намекать».
Фильм получил приз ФИПРЕССИ на Каннском кинофестивале 1976 года и главный приз «Золотой Хьюго» на Чикагском международном кинофестивале.

## Домашнее видео
«С течением времени» был выпущен в 2008 году на DVD в регионе 2 с английскими субтитрами. Он был выпущен в 1987 году на кассете VHS. В 2016 году The Criterion Collection выпустила фильм в регионе 1 на DVD и Blu-ray вместе с фильмами «Алиса в городах» и «Ложное движение» как «Вим Вендерс: Дорожная трилогия».